# Jacques de Féraudy
Marie Pierre Jacques de Féraudy, né le 1er septembre 1886 dans le 2e arrondissement de Paris et mort le 5 février 1971 à Draveil (Essonne), est un acteur, scénariste et réalisateur français.

## Biographie
Il est le fils de Maurice de Féraudy (1859-1932), également acteur, et l'époux de 1916 à 1922 de l'actrice Rachel Launay (1875-1933).  
Il participe à 36 films français comme acteur, d'abord durant la période du muet (dans des courts métrages, dont les deux premiers réalisés par son père, à ses débuts) de 1908 à 1923, puis après l'avènement du parlant, dans un premier temps entre 1933 et 1936, et dans un second temps (surtout dans des réalisations de Sacha Guitry) de 1950 à 1956. Par ailleurs, il est scénariste de quatre films et réalisateur de trois autres.
Au théâtre, il crée avec son père une pièce d'Octave Mirbeau, Le Foyer, en 1908.

## Filmographie complète

### Comme acteur
- 1908 : Simple histoire de Maurice de Féraudy (court métrage)
- 1909 : Georgette de Maurice de Féraudy (court métrage)
- 1912 : La Vieille Cousine[4] (court métrage)
- 1912 : Le Bonhomme jadis d'Émile Chautard (court métrage)
- 1913 : Marions-nous[4] (court métrage)
- 1913 : L'Extra[4] (court métrage)
- 1913 : Cœur d'artiste[4] (court métrage)
- 1914 : La Main leste[4] (court métrage)
- 1914 : Les Lauriers d'un autre[4] (court métrage)
- 1914 : Edgar et sa bonne[4] (court métrage)
- 1916 : L'Ambition de Suzon[4] (court métrage)
- 1917 : L'Âpre lutte de Robert Boudrioz et Jacques de Féraudy (court métrage)
- 1919 : Son aventure de René Hervil (court métrage)
- 1920 : Zon de Robert Boudrioz
- 1921 : Toute une vie de Henry de Golen
- 1922 : Sans fortune de Geo Kessler
- 1922 : L'Âtre ou Au creux des sillons de Robert Boudrioz
- 1923 : Ce pauvre chéri de Jean Kemm
- 1923 : Le Doute de Gaston Roudès
- 1933 : Les Surprises du sleeping de Karl Anton
- 1933 : L'Ami Fritz de Jacques de Baroncelli
- 1934 : Un de la montagne de Serge de Poligny
- 1934 : Fédora de Louis Gasnier
- 1934 : L'École des contribuables de René Guissart
- 1935 : Martha ou Les Dernières Roses de Karl Anton
- 1935 : La Famille Pont-Biquet de Christian-Jaque
- 1936 : La Chanson du souvenir de Serge de Poligny et Douglas Sirk
- 1950 : Le Trésor de Cantenac de Sacha Guitry
- 1951 : Adhémar ou le Jouet de la fatalité de Fernandel
- 1951 : Deburau de Sacha Guitry
- 1951 : Caroline chérie (non crédité) de Richard Pottier
- 1951 : La Poison de Sacha Guitry
- 1952 : La Demoiselle et son revenant de Marc Allégret
- 1954 : Si Versailles m'était conté… de Sacha Guitry
- 1955 : Marianne de ma jeunesse de Julien Duvivier
- 1956 : Si Paris nous était conté de Sacha Guitry

### Comme scénariste
- 1927 : Fleur d'amour de Marcel Vandal
- 1933 : L'Homme mystérieux de Maurice Tourneur (court métrage)
- 1939 : Eusèbe député d'André Berthomieu (comme coscénariste)
- 1939 : Le Père Lebonnard de Jean de Limur (comme coscénariste)

### Comme réalisateur
- 1917 : L'Âpre lutte (court métrage, coréalisé avec Robert Boudrioz)
- 1922 : Molière, sa vie, son œuvre
- 1923 : Du crépuscule à l'aube

## Théâtre
- 1907 : Marion de Lorme de Victor Hugo, Comédie-Française : Monsieur de Rohan
- 1908 : Le Foyer d'Octave Mirbeau et Thadée Natanson, Comédie-Française : Robert d'Auberval
- 1909 : Le Mariage de Figaro de Beaumarchais, mise en scène Raphaël Duflos, Comédie-Française : Grippesoleil
- 1910 : Les Marionnettes de Pierre Wolff, Comédie-Française : Valmont
- 1919 : Souris d'hôtel de Marcel Gerbidon, théâtre Femina : Jean Frémaux
- 1920 : La Femme fatale Marcel Gerbidon, théâtre des Mathurins : Jean Pleyard
- 1923 : Mademoiselle ma Mère, comédie de Louis Verneuil avec Gaby Morlay, Georges Flateau, Renée Tamary, Myriam Darly au Théâtre des Nouveautés[5].
- 1928 : Le Bonheur du jour d'Edmond Guiraud, théâtre de l'Odéon : le docteur Plessiers
- 1934 : L'École des contribuables de Louis Verneuil et Georges Berr, théâtre Marigny : Pierre Sérigny
- 1935 : Les Fontaines lumineuses de Georges Berr et Louis Verneuil, théâtre des Variétés : Stéphane Aubier
- 1937 : Pamplemousse d'André Birabeau, Théâtre Daunou, théâtre des Célestins : Ludovic Onzain
- 1950 : Deburau de et mise en scène Sacha Guitry, théâtre du Gymnase